# Le anime morte
Le anime morte (in russo Мёртвые души?, Mërtvye duši, IPA: [ˈmʲortvɪjɪ ˈduʂɨ]) è un poema in prosa pubblicato nel 1842 dallo scrittore russo Nikolaj Vasil'evič Gogol'. Fu pubblicato originariamente col titolo Le Avventure di Čičikov, e il sottotitolo Poema imposto dalla censura zarista. Narra in tono comico-grottesco le disavventure di un piccolo truffatore di provincia nell'Impero russo del 1820; l'opera è anche un'allarmata denuncia della mediocrità umana e uno dei testi miliari della letteratura russa.
Il giovane Gogol', considerato all'epoca già un genio della letteratura, era intenzionato a scrivere un grande poema sulla Russia seguendo un modello dantesco: nelle intenzioni dello scrittore, infatti, Le anime morte avrebbero rappresentato solo la prima parte, nella quale veniva descritta la dimensione morale più bassa della Russia (l'inferno, secondo lo schema dantesco). Ma il grande progetto rimase incompiuto.

## Trama
Un giorno, nel capoluogo del governatorato di N., arriva l'affabile Consigliere di Collegio Pavel Ivanovič Čičikov.
Nell'Impero russo, il termine «anime» designava i servi della gleba maschi. L'intento di Čičikov è quello di acquistare a buon prezzo le "anime morte" dall'ultimo censimento per i quali i proprietari continueranno a pagare il testatico fin quando non ne verrà registrata la morte nel successivo censimento quinquennale. Čičikov punta così a crearsi, con il minimo sforzo, un numero di servitori ("fantasma") elevato al punto tale che, ipotecandoli, possa costituire un grosso capitale.
Questa idea semplice e un po' diabolica cerca la sua attuazione nella capitale di un governatorato popolata da personaggi pittoreschi, notabili cittadini o piccoli proprietari terrieri, tutti portatori di un vuoto morale che li fa sembrare spesso più morti di quei servitori che vengono rievocati e che sono l'oggetto delle trattative.
La cosa deve chiaramente restare nascosta, ma alla fine il piano viene rivelato anche a causa dell'avida Korobočka che, dopo aver venduto delle anime morte a Čičikov, teme di averci rimesso e si reca in città per chiederne il valore di mercato, rivelando di conseguenza il piano dello stesso Čičikov.
L'unica soluzione per evitare la gogna pubblica è la fuga.

## Il poema e la fortuna
Il soggetto dell'opera fu suggerito a Gogol' da Puškin ed è tratto da un fatto di cronaca. Successivamente Gogol' sviluppò il progetto di farne una prima parte di un grande poema sulla Russia che però non vide mai la luce, anzi segnò in un certo senso il suo declino. Infatti scrisse solo la seconda parte, che poi bruciò quasi per intero (ne rimangono solo i primi capitoli).
Ai personaggi spregevoli descritti nella prima parte avrebbero dovuto fare da contraltare delle figure più edificanti nella seconda, fino ad arrivare ad un finale ideale che avrebbe dovuto indicare, allegoricamente, una sorta di percorso redentivo per l'intero popolo russo.
Questo disegno non venne però portato a compimento dallo stesso Gogol' e la critica si trovò divisa nel giudicare, quindi, Le anime morte come un romanzo di denuncia sociale, come potrebbe fare intendere il suo inserimento nel progetto del grande poema appena esposto, piuttosto che considerarlo per ciò che è: il vivido quadro di una Russia sgangherata e sonnolenta, abitata da figure grottesche e patetiche, delle quali il protagonista, Čičikov, è il più degno rappresentante.
In ogni caso l'opera rappresenta uno spartiacque all'interno della letteratura russa, che fino a quel momento era sembrata noncurante nei confronti delle condizioni umane e sociali del suo popolo.
Il grande successo che il poema riscosse al momento della sua pubblicazione è minimo, se rapportato agli echi e alle influenze che ha avuto sull'intera letteratura del suo paese, a partire proprio dalle opere spiccatamente di denuncia sociale che cominciarono poi a fiorire, come ad esempio le Memorie di un cacciatore di Ivan Turgenev.

## Opere derivate
Lo scrittore Stefano D'Arrigo ridusse il romanzo di Gogol' in un'opera concepita probabilmente come sceneggiatura e pubblicata postuma nel 2024 col titolo Il compratore di anime morte.

## Curiosità
- Il primo titolo del poema in prosa fu Le avventure di Čičikov, ovvero le anime morte: lo scopo era quello di aggirare i sospetti di allusioni blasfeme alla religione ortodossa.
- Nel 1923, a Parigi l'editore francese Ambroise Vollard chiese a Marc Chagall di illustrare un'edizione francese dell'opera: le 96 acqueforti di Chagall furono pubblicate solo nel 1948 dall'editore Tériade (pubblicate in Italia da Librex nel 1984 e Allemandi nel 2008).
- Gogol' scrisse una parte dell'opera in viaggio tra Albano e Genzano, ponendo a confronto le bellezze dei paesi italiani con quelle russe.
- Nella parte finale del film italiano Rimetti a noi i nostri debiti, il protagonista Guido viene aggredito e spintonato dal collega contro una tomba; su di essa si possono leggere il nome di Čičikov e le sue date di nascita e di morte.

## Traduzioni italiane
- Federigo Verdinois, Carabba, Lanciano, 1918.
- Margherita Silvestri Lapenna, Slavia, Torino, 1932; Vallecchi, Firenze, 1941.
- Agostino Villa, Einaudi, 1947-2019; Collana Oscar, Mondadori, 1965-1995.
- Laura Simoni Malavasi, BUR, Rizzoli, Milano, 1957
- Tutto il Teatro · Le anime morte, traduzione di Natalia Bavastro, Introd., varianti e inediti a cura di Eridano Bazzarelli, Collana I Grandi Scrittori di ogni paese, Milano, Mursia, 1959. - Garzanti, Milano, 1973-1989.
- Grazia Ronga Fabbrovich, UTET, Torino, 1961
- Emanuela Guercetti, Collana I Grandi Libri, Garzanti, 1990
- Barbara Ronchetti, Studio Tesi, Pordenone, 1992
- Serena Prina, Collana I Meridiani, Mondadori, Milano, 1996
- Giacinta De Dominicis Jorio, Collana Oscar Classici, Mondadori, Milano, 1997
- Licia Brustolin, Frassinelli, Milano, 2002
- Nicoletta Marcialis, La Biblioteca di Repubblica, Gruppo Editoriale L'Espresso, Roma, 2004
- Paolo Nori, Feltrinelli, Milano, 2009
- Gioia Ordine, Dalai, Milano, 2012.